# The Best Page in the Universe
The Best Page in the Universe – satyryczna strona internetowa, stworzona przez George'a Ouzouniana, lepiej znanego jako Maddox. Strona rozpoczęła istnienie jako dokument tekstowy wyliczający 50 rzeczy które go denerwowały. Listę rozesłał ludziom z kanału IRC #coders na EFnet. Przy pozytywnych reakcjach, w 1997 została założona strona internetowa.
Maddox twierdzi że nazwał stronę The Best Page in the Universe, pomimo wiedzy, że Yahoo! blokowało strony z "the best" w nazwie z wyników szukania.
24 stycznia 2007 strona zajmowała w rankingu Alexa pozycję 8127 i miała ponad 180 milionów wizyt, chociaż popularność strony w ciągu lat spada.